# San Gabriel, Durango
San Gabriel är en ort i Mexiko.   Den ligger i kommunen Ocampo och delstaten Durango, i den centrala delen av landet, 1 000 km nordväst om huvudstaden Mexico City. San Gabriel ligger 1 757 meter över havet och antalet invånare är 330.
Terrängen runt San Gabriel är platt åt nordväst, men åt sydost är den kuperad. Runt San Gabriel är det mycket glesbefolkat, med 2 invånare per kvadratkilometer. Närmaste större samhälle är Villa Ocampo, 2,5 km nordost om San Gabriel. Omgivningarna runt San Gabriel är i huvudsak ett öppet busklandskap.